# اینرلوپ استودیوز
اینرلوپ استودیوز (معمولاً به اختصار اینرلوپ) یک توسعه‌دهنده بازی‌های ویدئویی نروژی است که از سال ۱۹۹۶ تا ۲۰۰۳ فعالیت داشت. این شرکت به عنوان تکنولوژی اینرلوپ در ماه مه سال ۱۹۹۶ توسط گروهی از کارکنان سابق بازی ویدئویی فونکوم مستقر در اسلو تأسیس شد. پس از مشارکت با توسعه دهنده بازی ویدئویی و ناشر آیدوس، اینرلوپ در سال ۱۹۹۷ با دی‌میگا استودیوز ادغام شد و نام خود را به اینرلوپ استودیوز تغییر داد. در پاییز سال ۲۰۰۰ شرکت سرگرمی الکترونیکی سوئدی ویژن پارک این استودیو را خرید. در سال ۲۰۰۲ اینرلوپ یک بار دیگر به شرکت مستقل تبدیل شد. اما این شرکت قادر به ایجاد بودجه برای ایجاد عناوین آینده نبود و در ژوئن ۲۰۰۳ تعطیل شد.
این شرکت توانست در سال ۲۰۰۰ عنوان I.G.I و در سال ۲۰۰۳ عنوان I.G.I.2: Covert Strike را ارایه کند که توانست در آن زمان سرو صدای بسیاری ایجاد کند.